# HD 194193
HD 194193，又名BD+40 4141，SAO 49546、HR 7800，是一颗恒星，视星等为5.93，位于銀經78.84，銀緯2.22，其B1900.0坐标为赤經20h 19m 12.3s，赤緯+40° 2.22′ 22″。